# Hydatina exquisita
Hydatina exquisita is een slakkensoort uit de familie van de Aplustridae. De wetenschappelijke naam van de soort is voor het eerst geldig gepubliceerd in 1995 door Voskuil.